# Боулінг для Колумбіни
Бо́улінг для Колумба́йн (англ. Bowling for Columbine) — американський документальний фільм режисера та письменника Майкла Мура, лауреат премії «Оскара», премії Сезар та Канського кінофестивалю. Фільм став одним з відоміших фільмів про культ насилля та критики безконтрольного розповсюдження вогнепальної зброї у США.

## Сюжет
20 квітня 1999 року двоє учнів середньої школи «Колумбіна» у Літтлтоні (шт. Колорадо) застрелили 13 осіб. Режисер Майкл Мур подорожує по США, щоб дізнатися, чи багато зброї знаходиться в руках приватних осіб і наскільки поширені злочини, скоєні з застосуванням зброї. Серед тих, з ким він зустрічається: члени Мічиганської воєнізованої дружини, які доводять, що носіння вогнепальної зброї — їхній громадянський обов'язок і конституційне право; представник найбільшого в Літтлтоні роботодавця — компанії «Локгід», який наполягає, що вироблені його фірмою ракети призначені винятково для оборонних цілей; рок-зірка Мерилін Менсон, який вважає, що його агресивні шоу зробили козлом відпущення, вбачаючи в них причину молодіжної злочинності; соціолог Баррі Гласснер, який доводить, що американці живуть у «культурі страху», створеній засобами масової інформації.

## Нагороди
- 2002 — лауреат Каннського кінофестивалю (55th Anniversary Award)[2]
- 2002 — Міжнародна асоціація документалістів, найкращий документальний фільм усіх часів[3]
- 2003 — лауреат премії Сезар — найкращий іноземний фільм
- 2003 — премія Оскар у категорії найкращий документальний фільм.